# ملالی جویا
ملالی جویا (زاده ۲۶ ثور (اردیبهشت) ۱۳۵۷ ولایت فراه) جوانترین عضو پارلمان یا ولسی جرگه افغانستان بود که عضویت اش توسط جنگسالاران تعلیق شد. وی در دسامبر ۲۰۰۳ به عنوان نمایندهٔ ولایت فراه در لویه جرگه قانون اساسی انتخاب گردید و با سخنرانی دو دقیقه‌ای جنجال‌برانگیز نه تنها در افغانستان بلکه در سرتاسر جهان به شهرت رسید. ملالی جویا را معمولاً «شجاع‌ترین زن افغان» می‌خوانند و منابعی هم او را معادل انگ سان سو چی (رهبر جنبش دموکراسی در برمه) برای افغانستان قرار داده‌است.
مجله «تایم» به تاریخ ۲۹ آوریل ۲۰۱۰ (۹ ثور/اردیبهشت ۱۳۸۹) ملالی را در لیست ۱۰۰ شخصیت پرنفوذ سال اعلام نمود.
وی مدتی در ایران و پاکستان به عنوان پناهنده زندگی نموده و بعد هم به مثابه فعال در زمینه حقوق زنان و تعلیم و تربیت در داخل و خارج از افغانستان فعالیت نموده‌است. 

## دیدگاه‌ها
دربارهٔ ملالی جویا در منابع گوناگون نظرات گوناگونی ارائه شده‌است. وی از مخالفان کسانی است که آنان را «ناقضین حقوق بشر و عاملان تیره‌روزی افغانستان» می‌خواند. مخالفانش نیز نظرات تندی نسبت به او دارند. بی‌بی‌سی وی را «مشهورترین زن افغان» نامید.

## مخالفت‌ها
او در دسامبر ۲۰۰۳ زمانی که به عنوان نمایندهٔ ولایت فراه در لویه جرگه قانون اساسی انتخاب گردید با سخنرانی دو دقیقه‌ای به شهرت جهانی رسید که طی آن اعتراضش را نسبت به حضور کسانی که آن‌ها را جنگ‌سالاران و بنیادگرایان خواند اعلام داشته گفت: «به نظر من اینها باید محاکمه بین‌المللی و ملی شوند، اینها را اگر مردم ما ببخشند، مردم پابرهنه افغان، هرگز تاریخ نمی‌بخشد. اینها ثبت تاریخ کشور ما هستند…». اظهارات وی موجب اعتراض دیگر نمایندگان شده و آن را توهین به مجاهدین قلمداد نمودند. به‌علت تهدید به مرگ شدنش در روزهای لویه جرگه سازمان ملل متحد مسئولیت محافظتش را به عهده گرفت. درین مجلس صبغت‌اله مجددی وی را «ملحد» و «کمونیست» خواند و خواهان اخراجش از مجلس گردیده از وی خواست که از سخنانش طلب پوزش کند اما وی نپذیرفت و بعداً طی مصاحبه‌هایش گفت که «از آنچه گفته‌ام هرگز توبه نخواهم کرد». سخنرانی‌های بعدی او در مجلس نیز جنجالی قلمداد می‌شوند.

## بعد از لویه جرگه
وی خود را برای انتخابات پارلمانی کاندید نمود و در بین زنان فراه بیشترین رای را آورد و اکنون نماینده این ولایت در مجلس شورای ملی (ولسی جرگه) می‌باشد. در آنجا نیز تاکنون بارها به سخنان گذشته‌اش تأکید نموده‌است. وی بارها اعلام داشته که علت اصلی فاجعه افغانستان در وجود کسانی که وی آنان را «جنگ سالار» و «بنیادگرا» می‌خواند می‌باشد و در سخنانش در پارلمان نیز درین مورد به تأکید سخن رانده‌است تا جایی که به تاریخ ۷ می۲۰۰۶ بخاطر اظهار نظرات تندش مورد حمله فیزیکی تعدادی از وکیلان پارلمان قرار گرفت و مجلس به هم خورد.
روزنامه «واشینگتن پست» تحت عنوان «صدای افغانی که ترس و وحشت خاموشش نخواهد کرد» در موردش نوشت: «راست کاری جویا درین است که از نگاه او به جنگ سالاران نباید اجازه داده شود که خود را در زیر نقاب دموکراسی پنهان نموده و به کرسی‌های خود بچسبند و به قیمت مردم غریب و پابرهنه و بینوا به دنبال منافع زیان‌آور خود باشند.»
به تاریخ ۸ اکتبر ۲۰۰۶ وی مقبره استاد اولمیر هنرمندافغانی را به مصارف (هزینه‌های) شخصی خود تعمیر نموده طی مراسمی افتتاح نمود.
به تاریخ ۳۱ جنوری ۲۰۰۷ به تعقیب تصویب طرح «مصالحه ملی» در پارلمان که بر اساس آن تمامی متهمان جنایات جنگی طی دو دهه اخیر از تعقیب قانونی معافیت حاصل می‌نمایند، جویا جلسات پارلمان را تحریم نمود و با اعتراض شدید آن را «خیانت ملی» خواند.

## تعلیق از پارلمان
به تاریخ ۲۱ می۲۰۰۷ پارلمان افغانستان با اکثریت آرا عضویت ملالی جویا را برای سه سال به حالت تعلیق درآورده به جرم اهانت به پارلمان که آن را طی مصاحبه‌ای بدتر از «طویله» و به جز چند تن محدود جولانگه اژدرها خوانده بود به محکمه راجع ساخته ممنوع‌الخروج اعلام نمود.

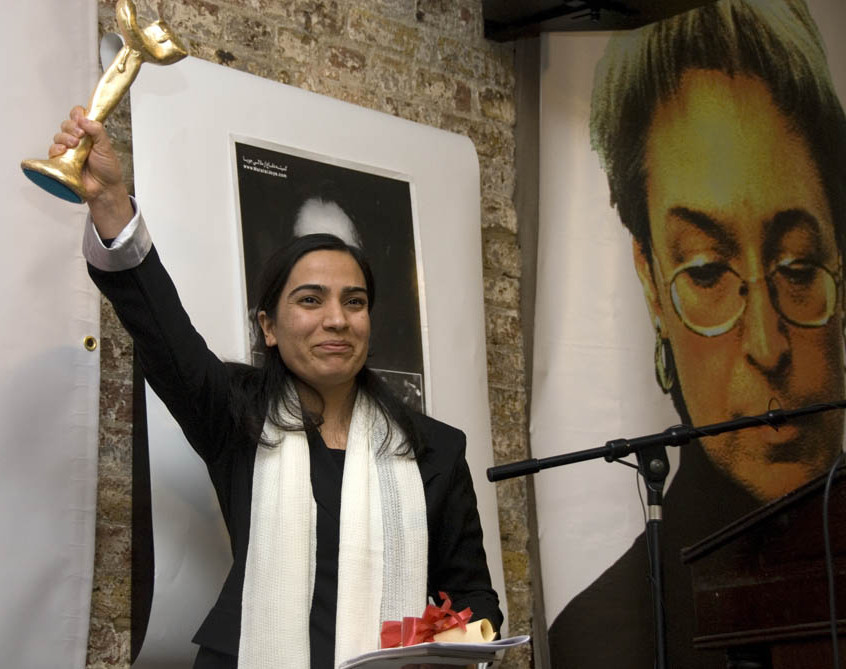

به تاریخ ششم اکتبر ۲۰۰۸ جایزه شهامت آنا پولیتکوفسکایا در لندن به ملالی جویا تقدیم شد.

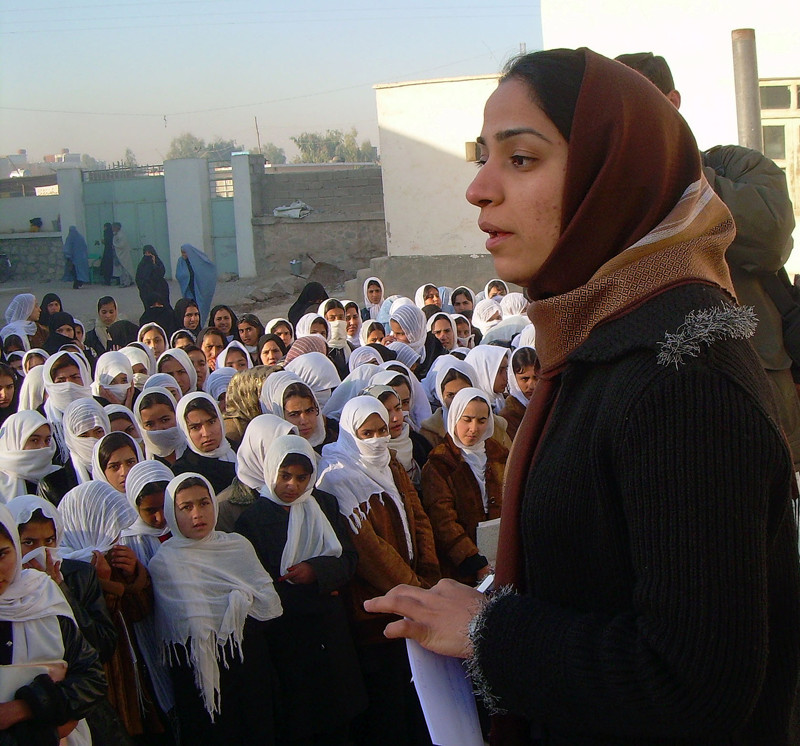
ملالی جویا در حال سخنرانی برای جمعی از دختران مکتبی در ولایت فراه در غرب افغانستان.

به تعقیب تعلیق جویا، موج وسیعی‌ای از مخالفت با این تصمیم پارلمان در داخل و خارج از افغانستان آغاز گردید. سازمان دیده‌بان حقوق بشر ملالی جویا را «یک مدافع سرسخت حقوق بشر و صدای بلندی برای زنان افغان» خواند که نباید از پارلمان اخراج شود.
جک لیتون، رهبر حزب دموکراتیک جدید کانادا طی اعلامیه‌ای اظهار داشت: «درحالی‌که بی‌عدالتی تا این حد در پارلمان به اصطلاح دموکراتیک افغانستان بیداد می‌کند، کانادا نمی‌تواند و نباید خاموش بماند. من از صدراعظم هرپر می‌خواهم که این مسئله را با آقای کرزی در میان گذارد.»
ایو انسلر Eve Ensler رهبر V-Day و هنرپیشه و نویسنده مشهور آمریکا می‌نویسد: «در سن بیست و هشت سالگی، ملالی جویا با سخن گفتن در برابر جنگسالاران و ستم‌پیشگان، خودش را وقف مردمش نموده‌است. وی جانش را به خطر انداخته تا بتواند از زنان و مردان خاموش کشورش دفاع نماید. حال ما فرصت یافته‌ایم تا او را بخاطر احساسات و قربانی دادن‌هایش مورد حمایت قرار داده با همبستگی با وی خواهان لغو تعلیق عضویت و تضمین امنیتش گردیم.»
در کنفرانس مطبوعاتی به تاریخ ۲۱ می۲۰۰۷ جویا اظهار داشت:
«قبل از محاکمه من، باید این جنایتکاران و ناقضان حقوق بشر محاکمه شوند و من از تهدید و زورگویی آن‌ها هراس ندارم. من سه سال پیش، اقامه دعوا علیه محاکمه جنایتکاران را مطرح کردم واگر امروز مرا اخراج کردند بدان سبب که اکثریت را تشکیل می‌دادند و می‌توانستند.»
جویا همچنان شورای ملی را خانه ملت نه بلکه تجمع جنایتکاران و ناقضین حقوق بشر خوانده گفت: «این خانه ملت نیست و نمایندگی از مردم نمی‌کند و این توهین به مردم ماست که جنایتکاران در این‌جا جمع شده‌اند.»
به تعقیب تعلیق عضویت وی در چندین شهر افغانستان از جمله فراه، جلال‌آباد، کابل، تخار، هرات و بغلان هزاران تن دست به تظاهرات زده نسبت به اخراج وی اعتراض کرده‌اند. در اولین سفر خارج کشور بعد از تعلیق عضویت، ملالی جویا به تاریخ ۱۴ جون ۲۰۰۷ وارد نیویورک شد تا در جشنواره فیلم‌های مستند دیده‌بان حقوق بشر شرکت جوید جایی که قرار است فلم «دشمنان خوشبختی» نیز به نمایش درآید. به تاریخ ۱۷ سپتامبر ۲۰۰۸ وکیل مدافع ملالی جویا طی نشست خبری در کابل ادعا نمود که دوسیه وی را پارلمان افغانستان می‌خواهد به تعویق اندازد و از سه ما بدینسو حاضر به پاسخ دهی به مکتوب محاکمه نیست.
به تاریخ هفتم اکتبر ۲۰۰۸ شش تن از زنان دارنده جایزه صلح نوبل طی اعلامیه مشترکی حمایت شان را از ملالی جویا ابراز نموده نوشتند: «جویا به نمایندگی از زنان افغانستان و علیه عملیات نظامی تحت رهبری ناتو در افغانستان همچنان سخن می‌گوید. ما شهامت او را تحسین می‌کنیم و خواهان بازگشت وی به پارلمان افغانستان هستیم. همانند خواهر ما آن سان سوچی در برما، ملالی جویا مدلی برای زنان در همه جاست که خواهان یک دنیای عادلانه‌اند.»
در ماه اکتبر و نوامبر ۲۰۰۹ ملالی جویا برای معرفی کتابش «زنی در بین جنگسالاران» به آمریکا و کانادا سفر کرد و در گردهمایی‌های فراوانی سخنرانی کرد و در کنار معرفی کتابش سیاست‌های دولت آمریکا و غرب را در افغانستان مورد انتقاد شدید قرار داد و خواهان بیرون شدن تمامی نیروهای خارجی از افغانستان گردید.
نوآم چامسکی، پروفسور آمریکایی منتقد دولت آمریکا، طی مقاله‌ای منتشره در «نیویورک تایمز» به تاریخ پنجم نوامبر ۲۰۰۹ در انتقاد از اعطای جایزه صلح نوبل به باراک اوباما ملالی جویا را «شایسته‌ترین کاندید» برای این جایزه خواند.
روزنامه «نیو استیتسمن» انگلستان، به تاریخ ۲۴ نوامبر ۲۰۰۹ در لیست «۵۰ شخصیت برتر امروز که برای خوب یا بد شان قابل اهمیت اند»، ملالی جویا را «معادل انگ سان سو چی برای افغانستان» خوانده در مقام ششم قرار داده‌است. این لیست با باراک اوباما شروع می‌شود.
در مارس ۲۰۱۱ ملالی برای معرفی چاپ جدید کتابش قرار بود به سفری سه هفته‌ای به آمریکا برود اما مقامات آمریکایی از دادن ویزه به او ابا ورزیدند. رد ویزه وی باعث شد که کارزار وسیعی از جانب هواداران وی در آمریکا راه بیفتد که ده‌ها سازمان مدافع حقوق بشر و ضد جنگ افغانستان فعالانه در آن سهم گرفتند. تعدادی آن را «ممنوعیت ایدئولوژیک» نامیدند و استدلال کردند که جویا به خاطر مواضع قاطعش علیه جنگ آمریکا و افشای آن از ورود به آمریکا ممنوع گردیده‌است. از جمله چند تن از سناتورها و اعضای گانگرس آمریکا نیز طی نامه‌ای به وزارت خارجه آمریکا به این قضیه اعتراض نمودند. اعتراضات گسترده و فشارهای پی در پی بر دولت آمریکا باعث شد که وزارت خارجه آمریکا تجدید نظر نموده به وی ویزه صادر نماید.
به تاریخ بیست و پنجم مارس ۲۰۱۱ وی موفق شد که در برنامهٔ مشترک با پروفسور نوآم چامسکی در شهر بوستون آمریکا شرکت نماید. درین برنامه بیش از یکهزار و دوصد تن شرکت داشتند و بزرگ‌ترین برنامه ضدجنگ آمریکا درین شهر از آغاز جنگ در افغانستان خوانده شده‌است. ملالی جویا و نوآم چامسکی هردو شدیداً سیاست‌های آمریکا در افغانستان را مورد انتقاد قرار دادند.
به تاریخ دهم مارس ۲۰۱۲، در نیمه‌های شب دفتر رسمی ملالی جویا در شهر فراه مورد حمله مسلحانه چند فرد ناشناس قرار گرفت که در نتیجه زدوخورد، دو تن از محافظین شخصی وی مجروح شدند. این ششمین حمله به جان ملالی بود ولی او چون در هنگام حمله در کابل به سر می‌برد، به جانش آسیبی نرسید.

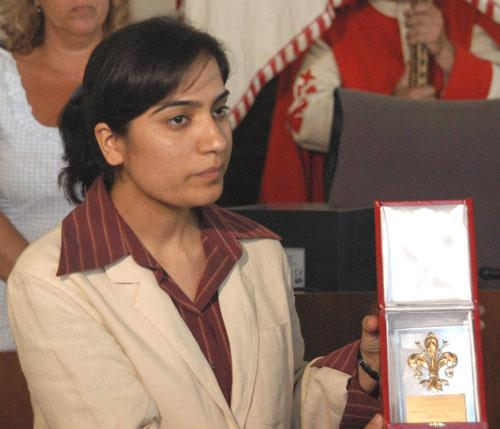
ملالی جویا لحظاتی بعد از دریافت جایزه «گل طلایی» در شهر فلورانس ایتالیا به تاریخ ۲۳ ژوئیه ۲۰۰۷

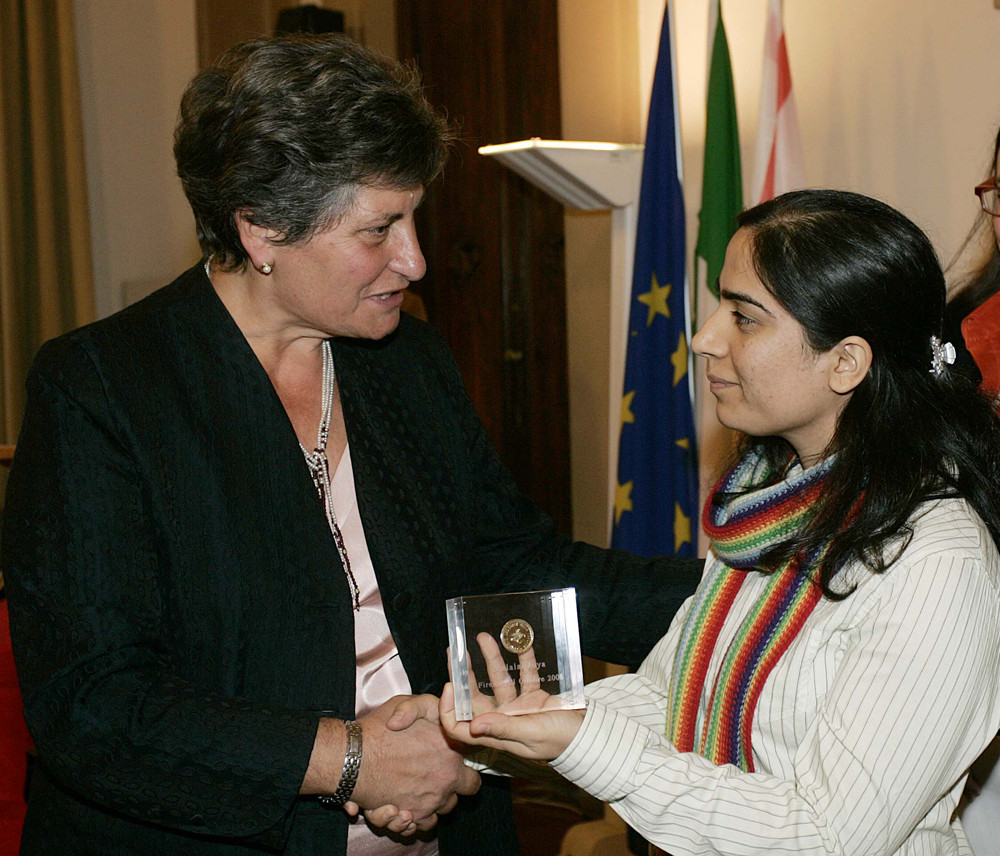
مثبف

به تاریخ ۲۱ اکتبر ۲۰۰۸ فرماندار ایالت توسکانی ایتالیا طی مراسمی در شهر فلورانس مدال طلایی سالانه آن شهر را به ملالی جویا اهدا کرد.
ملالی جویا که به تاریخ ۷ ژوئیه ۲۰۱۲ سفری داشت به طرف غرب افغانستان (فراه، هرات) با استقبال مردم مواجه شد. به تاریخ اول حمل ۱۳۹۲ (۲۱ مارس ۲۰۱۳) ملالی جویا در جشن بزرگ نوروزی در ولسوالی خیوه ولایت ننگرهار به هزاران تن سخنرانی کرد و طی آن وعده سپرده که از حقوق مردم مظلوم دفاع نموده مبارزه‌اش را ادامه خواهد داد. او گفت تبلیغات کسانی را که شایعه پراکنی می‌کنند که گویا جویا از افغانستان فرار نموده به غرب پناهنده شده باور نکنند، او تا آخرین نفس زندگی در کنار مردمش خواهد بود. به تاریخ ۲۴ مارس ۲۰۱۳، جویا با برداشتن لوح «من برادلی منینگ هستم!» به کمپین دفاع از برادلی پیوست که به خاطر بیرون دادن اسناد محرم آمریکا به سایت ویکی‌لیکس در بند به‌سر می‌برد. جویا منینگ را «رخ زیبای آمریکا» نامید.

## جوایز افتخاری
- جایزه «ملالی میوند» از سوی "اتحادیه فرهنگی افغانهای مقیم اروپا[۵۳]
- در دسامبر سال ۲۰۰۴ از میان ۵۴ زن کاندید شده از سراسر جهان، ملالی جویا برنده جایزهٔ بین‌المللی زن سال ۲۰۰۴ ایتالیا شد.[۵۴]
- وی کاندید جایزه نوبل در میان ۱۰۰۰ زن در سال ۲۰۰۵ بود.[۵۵]
- تقدیرنامه‌ای افتخاری به تاریخ ۱۵ مارس ۲۰۰۶ از سوی آقای Tom Bates شاروال (شهردار) شهر برکلی آمریکا، در زمینه حقوق بشر.[۵۶]
- به تاریخ ۱۸ می۲۰۰۶، «بنیاد یادبود از ۱۸ می» در کوریای (کره) جنوبی، جایزه سالانه‌اش به نام «جایزه گوانگجو برای حقوق بشر» را به وی اهدا نمود.[۵۷]
- جایزه سالانه «زن صلح» در اوایل اوت ۲۰۰۶ از سوی سازمان آمریکایی بنیاد نیروی صلح زنان (Women’s Peacepower Foundation)
- به تاریخ ۱۶ جنوری ۲۰۰۷ «فرم اقتصادی جهان» (World Economic Forum) ملالی جویا را در بین ۲۵۰ تن از رهبران جوان جهان در سال ۲۰۰۷ معرفی نمود.[۵۸]
- به تاریخ ۲۳ ژوئیه ۲۰۰۷ طی مراسمی در شهر فلورانس مرکز ایالت توسکانی ایتالیا، جایزه سال۲۰۰۷ Giglio d'Oro (گل طلایی) به ملالی جویا اعطا گردید.[۵۹][۶۰]
- به تاریخ ۱۱ سپتامبر ۲۰۰۷ پارلمان اروپا جویا را در کنار چهار تن دیگر که کاندید جایزه سالانه حقوق بشر ساخاروف هستند اعلام کرد.[۶۱]
- نوامبر ۲۰۰۷، چهاردهمین جایزه فرشته جهان از جانب فستیوال فرشته‌ها در کالیفرنیای آمریکا.[۶۲]
- به تاریخ ۶ اکتبر ۲۰۰۷ در شهر ویریجوی ایتالیا جایزه سالانه Mare Nostrum به ملالی جویا اهدا گردید.
- به تاریخ ۹ اکتبر ۲۰۰۷ سه کمون شهرهای Supino و Arezzo و Montevarchi در ایتالیا حقوق شهروندی افتخاری را به ملالی جویا اهدا نمودند.[۶۳]
- به تاریخ یازدهم فوریه ۲۰۰۸ «سینما برای صلح» طی مراسمی در محل تاریخی «کانزرت هاوس» برلین ـ آلمان «جایزه بین‌المللی فلم حقوق بشر» سال ۲۰۰۸ را به ملالی جویا اهدا نمود.[۶۴]
- به تاریخ ششم اکتبر ۲۰۰۸ جایزه شهامت آنا پولیتکو فسکایا در لندن به ملالی جویا تقدیم شد.[۱۸]
- به تاریخ ۲۱ اکتبر ۲۰۰۸ فرماندار ایالت توسکانی ایتالیا طی مراسمی در شهر فلورانس مدال طلایی سالانه آن شهر را به ملالی جویا اهدا کرد.[۶۵]
- به تاریخ ۲۸ مارس (مارس) ۲۰۰۹ جایزه بین‌المللی ضد تبعیض ۲۰۰۹ از جانب نهاد غیردولتی هالندی به نام «وحدت نیروست» در شهر روتردام هالند به جویا تفویض گردید.[۶۶]

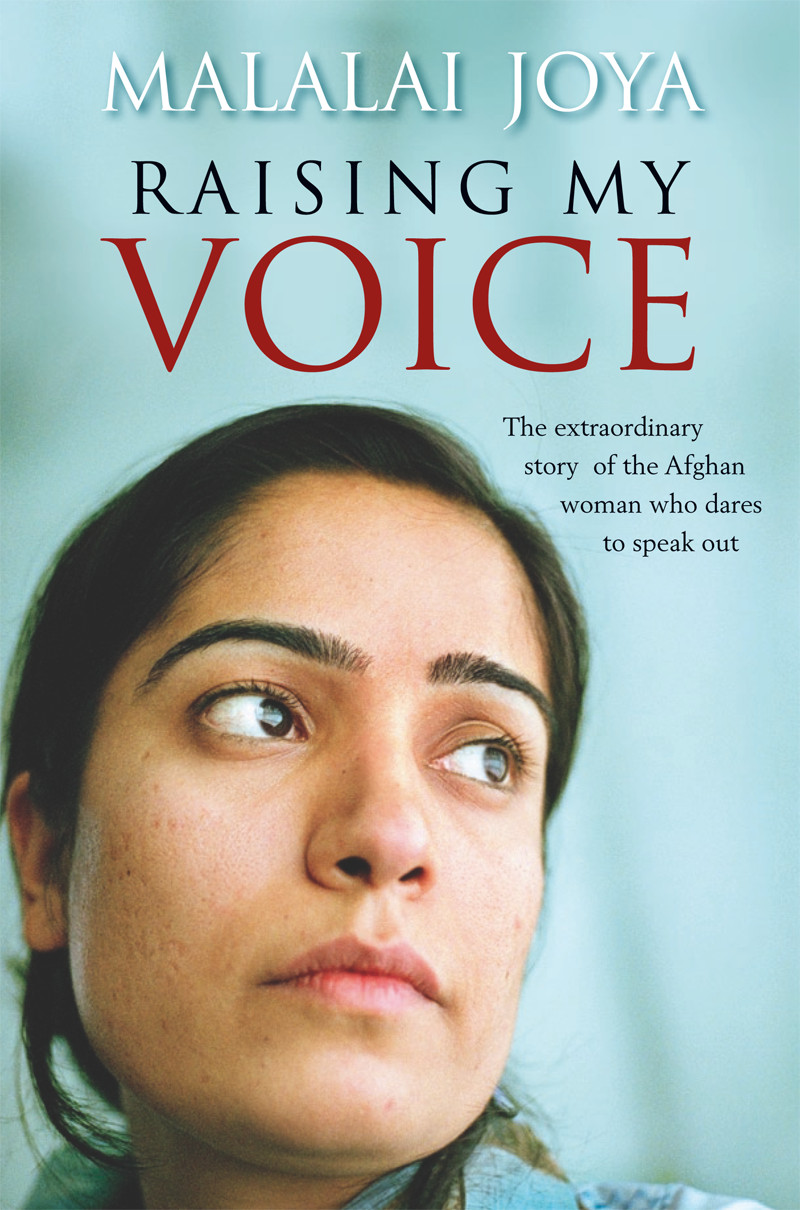
جلد چاپ آسترالیایی کتاب ملالی جویا

- ۸ نوامبر ۲۰۰۹، باربارا لی، عضو گانگرس آمریکا یک تقدیرنامه افتخاری به ملالی جویا تقدیم نمود.[۶۷]
- مجله «تایم» به تاریخ ۲۹ آوریل ۲۰۱۰ ملالی را در لیست ۱۰۰ شخصیت پرنفوذ سال اعلام نمود.[۵]
- به تاریخ هشتم مارس ۲۰۱۱ روزنامه «گاردین» انگلستان ملالی جویا را در جمله صد زن فعال جهان برشمرد.[۶۸]

## کتاب بیوگرافی

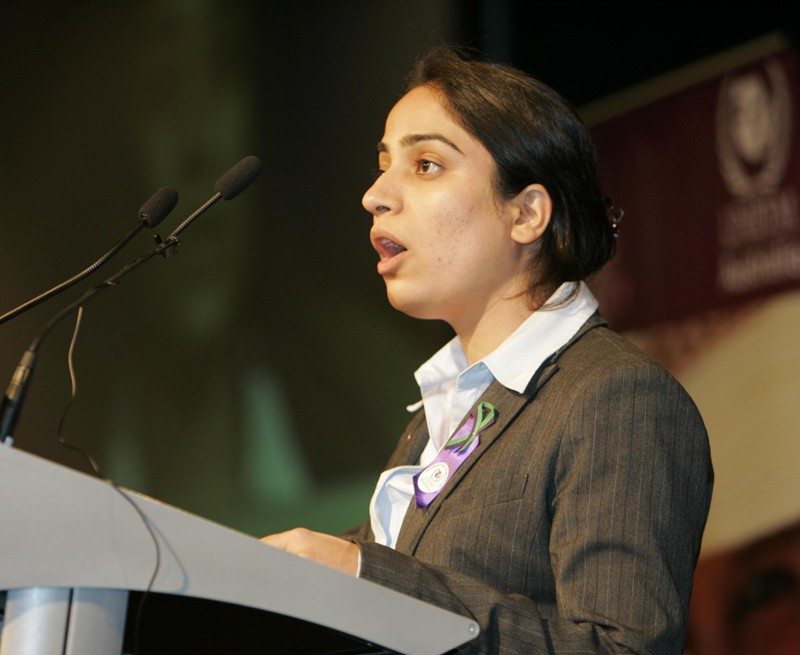
سخنرانی ملالی جویا8 مارچ 2007 - استرالیا

ملالی جویا به کمک نویسنده ضد جنگ کانادایی به نام دریک اوکیفی، کتاب بیوگرافی‌اش را تحت عنوان «زنی در بین جنگسالاران: داستان فوق‌العاده زنی که جرئت کرد صدایش را بلند کند» به زبان انگلیسی انتشار داده‌است.
این کتاب در ماه ژوئیه ۲۰۰۹ به وسیلهٔ دو ناشر جداگانه در انگلستان و استرالیا تحت عنوان «بلند کردن صدایم» منتشر شد اما چاپ آمریکایی و کانادایی آن تحت عنوان «زنی در بین جنگسالاران» در ماه اکتبر از چاپ برآمد. این کتاب هم‌زمان به زبان آلمانی و نروژی نیز انتشار یافته و قرار است به چندین زبان دیگر هم انتشار یابد.
دراین کتاب وی زندگیش را از کودکی تا اکنون بیان داشته و در کنار آن به تشریح اوضاع سیاسی افغانستان طی سه دهه اخیر پرداخته و چهره‌های معروف سیاسی و نظامی در کشور را نیز با تذکر گذشته‌شان مورد انتقاد تند قرار داده‌است. وی درین کتاب حمله نظامی به آمریکا و ناتو به افغانستان را «اشغال» خوانده و خواهان اخراج فوری تمامی نیروهای خارجی از افغانستان گردیده‌است. ملالی جویا جریان رفتنش به لویه جرگه و پارلمان را با جزئیات تشریح می‌دهد و به شرح اوضاعی می‌پردازد که او را به بلند کردن صدایش در این دو نهاد ترغیب کرد.
Kirkus Reviews دربارهٔ این کتاب می‌نگارد: «زندگینامه ترسناک و حیاتی که حقایق پنهان دربارهٔ افغانستان را آشکار می‌سازد و مستقیماً خط مشی گمراه‌کننده آمریکا را هدف قرار می‌دهد»

## مقالاتی دربارهٔ جویا در مطبوعات دنیا
- An Afghan Politician Pushes for a Comeback, By Caroline Brothers, New York Times, ۱۵ مارس ۲۰۱۰
- 'Bravest woman in Afghanistan' spearheads anti-war movement, By Peter Goodspeed, National Post, November 21, 2009[پیوند مرده]
- Book Review: “Raising My Voice” by Malalai Joya, By Mike, ServeThePeople Blog, ۲۱ سپتامبر ۲۰۰۹
- Raising My Voice: The Extraordinary Story of the Afghan Woman Who Dares to Speak Out by Malalai Joya, By Christina Lamb, published in The Sunday Times, July 13, 2009
- Book review: Raising My Voice, Malalai Joya, By Greg Ellott, The Independent Weekly, Aug.14, 2009
- Bearing Witness: The Afghan Tragedy, By Malalai Joya بایگانی‌شده  در ۱۶ آوریل ۲۰۰۹ توسط Wayback Machine - The Nation Magazine, ۷ اکتبر ۲۰۰۸
- Afghan MP receives courage award[پیوند مرده] - Channel 4 (UK), ۶ اکتبر ۲۰۰۸
- The Bravest Woman In Afghanistan - Democracy Now Radio/TV, June ۱۹، ۲۰۰۷
- Joya: "National unity cannot be achieved through forgiving national traitors» - The Independent, February ۵، ۲۰۰۷
- Afghan Leader Warns of Another ۹/۱۱ - NewsMax.com , Oct. ۲۷، ۲۰۰۶
- Malalai Joya Breaks the Fear Barrier in Ottawa - The Canadian Dimension , Sep.۱۵، ۲۰۰۶
- Afghan MP says she will not be silenced - by Tom Coghlan, BBC News, Jan ۲۷، ۲۰۰۶
- Afghan Legislator, Malalai Joya - Radio Free Europe/Radio Liberty, Dec ۲۹، ۲۰۰۵
- Malalai Joya: Confronting Afghan warlords[پیوند مرده] - The Peninsula (Qatar's Daily) , Nov ۲۴، ۲۰۰۵
- Profile: Malalai Joya - BBC News, Nov ۱۲، ۲۰۰۵
- The Woman Who Defies Warlords - World Pulse Magazine, ۲۰۰۵
- Malalai Joya is part of modern Afghan history - Agence-France Presse, Oct ۲۴، ۲۰۰۵
- Female foe of warlords faces them in Afghan assembly[پیوند مرده] - Reuters, Oct ۶، ۲۰۰۵
- The women of Afghanistan find a leader - New Statesman, Sept ۱۹، ۲۰۰۵
- Malalai Joya Discusses Continuing Violence and Upcoming Elections in Afghanistan - Democracy Now, Sept ۱۳، ۲۰۰۴
- A populist hero emerges from under the rule of the gun[پیوند مرده] - The Globe and Mail, July ۲۷، ۲۰۰۴
- Joya Speech Breaks Wall of Silence - Institute for War and Peace Reporting, Dec ۲۲، ۲۰۰۳
- Delegate lashes out at Afghan council - Associated Press, Dec ۱۷، ۲۰۰۳
- An Afghan Voice That Fear Won't Silence - By Nora Boustany, The Washington Post, March ۱۷، ۲۰۰۶